# Gildardo Gómez
Gildardo Biderman Gómez (Medellín, 1963. október 13. –) korábbi kolumbiai válogatott labdarúgó.
Pályafutása során az Atlético Nacionalban és az Independiente Medellínben szerepelt. Az Atléticoval megnyerte az 1989-es libertadores-kupát és az Interamericana-kupát 1990-ben
A kolumbiai labdarúgó-válogatottban 1984 és 1991 között 14 alkalommal szerepelt és egyetlen gólt sem szerzett. Tagja volt az 1990-es labdarúgó-világbajnokságon részt vevő válogatott keretének.

## Külső hivatkozások
- national-football-teams.com